# 岡田美里
岡田 美里（おかだ みり、1961年（昭和36年）8月24日 - ）は、タレント、実業家。東京都港区生まれ。父はE・H・エリック。聖心女子大学文学部教育学科卒業。妹はメイクアップアーティストの岡田サリー（砂亜里）。ハワイ在住の姉がいる。叔父は俳優・タレントの岡田眞澄。従弟はラジオDJの岡田眞善。長女・菊乃はモデル経験のあるアパレルブランドのデザイナー・ファッションブロガー。次女の堺小春は女優。2020年よりオカダミリ名義でジャム作家としても活動している。(株) オフィスコットン所属。

## 来歴
- 高校は聖ドミニコ学園高等学校に在学[9]。在学中から雑誌「ポパイ」やCMなどのモデルをつとめる[10]。
- 1984年（昭和59年）、聖心女子大学文学部教育学科を卒業後は、F1を扱うスポーツ番組のスポーツキャスター、車台レポーターを皮切りに本格的なタレント活動を開始。同年、ロサンゼルスオリンピック中継のキャスターを務める[11]。
- 1989年（平成元年）、堺正章と結婚[3]。
- 1995年（平成7年）に叔父である岡田眞澄が日本航空の客室乗務員だった26歳下で美里と同年の女性と再婚、1998年（平成10年）に37歳下の従妹が誕生。夫と共にエイズ撲滅運動に取り組む[10]。
- 1998年（平成10年）ライフスタイルを提案するスクール「Atelier Millie Millie（アトリエミリーミリー）」を開講。タレント業の他に、パン教室の講師や、テーブルウエアをはじめとする生活用品のデザイナーとしても活躍し始め、多くのファッション誌、ミセス誌で取り上げられ、カリスマ主婦の地位を確立する[10]。
- 2000年（平成12年）、父エリックが死去[12]。
- 2003年（平成15年）にスポーツインストラクターの柳沼則夫と再婚[13]。
- 2008年（平成20年）3月、柳沼と離婚[14]。
- 2020年（令和2年）8月、母の介護のために山梨県に移住。同時期よりジャム作家を名乗り、オカダミリ名義で活動を始め、2021年7月には自身のブランド「ジャムオブワンダー」を立ち上げた[15][16]。
- 2022年（令和4年）5月19日、レギュラー出演しているテレビ山梨のワイド番組「スゴろく」『ミリのティータイム』コーナーにおいて、再々婚したことを明かした。同年5月14日に入籍。夫となった男性は貿易会社を経営しており、岡田とは幼馴染であるという[17]。
- 2023年、31年ぶりにテレビ朝日『徹子の部屋』に出演した。
- 2024年4月より吉幾三と共にBS朝日の歌番組「人生、歌がある」の司会を担当することになった[18]。

## 人物
- 趣味はランニング、刺繍、舞台鑑賞[2]。
- コペンハーゲンの人魚姫の像の体のモデルとなったのが祖母の姉という縁から、マーメイドのグッズを収集している[19]。

## 出演番組

### テレビ
- 徳光和夫のTVフォーラム（日本テレビ）[4]
- 萩島真一のもうすぐお昼（テレビ朝日）[4]
- プロ野球ニュース内「マンデーF1ワールド」（1987年、フジテレビ） 司会
- 1987年F1日本グランプリ（フジテレビ） - 観客席リポーター
- スゴろく（テレビ山梨、2022年4月 - ） - オカダミリ名義で出演。木曜日レギュラー。「ミリのティータイム」コーナーを担当。
- 人生、歌がある（BS朝日、2024年4月 - ） - 司会

### ラジオ
- ミュージックタウンオールリクエスト（文化放送）[4]
- ザ・スーパースター（FM東京）[4]
- ミュージックポートYOKOHAMA（FM横浜）[4]

## CM
- エスエス製薬・EVE（1987年）
- 西友（1993年）

## 著書
- 美里さんの愛情手づくりブック 娘たちと私のたいせつな時間―手あみ&ソーイング&おやつ 日本ヴォーグ社 1996年11月 ISBN 9784529028417
- 岡田美里の手作りで暮らしじょうず 主婦の友社 1997年7月 ISBN 9784072219072
- 鹿のまほう : デンマークのむかし話 星の環会 2000年12月 ISBN 9784892943126（イラストは実妹）
- 「しあわせ」のかたち : PTSDからの旅立ち 講談社 2001年7月 ISBN 9784062108409
- 岡田美里のキッチンワーク 文化出版局 2001年12月 ISBN 9784579207923
- 千冊の魔法 絵本と家族のものがたり 文藝春秋 2003年5月 ISBN 9784163597201
- トロールビーズ : 北欧の愛と幸せのチャーム イースト・プレス 2011年1月 ISBN 9784781605074
- 物語を紡ぐジュエリートロールビーズ イースト・プレス 2014年9月 ISBN 9784781612218

### 翻訳
- 赤ちゃん語がわかる魔法の育児書 トレイシー・ホッグ著 イースト・プレス 2001年11月 ISBN 9784872572711
- 赤ちゃん語がわかる魔法の育児書2 しつけ編 トレイシー・ホッグ著 イースト・プレス 2002年10月 ISBN 9784872573145
- 赤ちゃん語がわかる魔法の育児書2 おしゃべり編 トレイシー・ホッグ著 イースト・プレス 2002年10月 ISBN 9784872573138